# Гічва (гміна)
Ґміна Гочев (пол. Gmina Hoczew) — колишня (1934—1939 рр.) сільська ґміна Ліського повіту Львівського воєводства Польської республіки (1918—1939) рр.. Центром ґміни було село Гічва.
1 серпня 1934 р. було створено ґміну Гочев у Ліському повіті. До неї увійшли сільські громади: Бахлява, Березка, Дзюрдзів, Гічва, Новосілки, Середнє Село, Веремінь, Загочів'я, Жерденка, Жерниця Нижня, Жерниця Вижня.